# Strzepcz (gmina)
Strzepcz (od 1973 Linia) – dawna gmina wiejska istniejąca w latach 1934–1954 w woj. pomorskim/gdańskim (dzisiejsze woj. pomorskie). Siedzibą władz gminy był Strzepcz.
Gmina zbiorowa Strzepcz została utworzona 1 sierpnia 1934 roku w powiecie morskim w woj. pomorskim (II RP) z dotychczasowych jednostkowych gmin wiejskich: Kętrzyno, Lewino, Linia, Miłoszewo, Niepoczołowice, Pobłocie, Strzepcz, Tłuczewo i Zakrzewo oraz z obszarów dworskich położonych na tych terenach lecz nie wchodzących w skład gmin (gminy Linia, Kętrzyno, Niepoczołowice, Tłuczewo i Zakrzewo przyłączono do powiatu morskiego z powiatu kartuskiego 15 czerwca 1934). 
Po wojnie (7 kwietnia 1945 roku) gmina wraz z całym powiatem morskim weszła w skład nowo utworzonego woj. gdańskiego. 1 lipca 1951 roku zmieniono nazwę powiatu morskiego na wejherowski. Według stanu z dnia 1 lipca 1952 roku gmina składała się z 9 gromad: Borek, Kętrzyno, Lewino, Linia, Miłoszewo, Niepoczołowice, Pobłocie, Strzepcz, Tępcz, Tłuczewo i Zakrzewo. Gmina została zniesiona 29 września 1954 roku wraz z reformą wprowadzającą gromady w miejsce gmin. Jednostki nie przywrócono 1 stycznia 1973 roku po reaktywowaniu gmin, utworzono natomiast jej terytorialny odpowiednik, gminę Linia.